# Вампир
 Тази статия е за вампирите в митологията.  За прилепите, наричани вампири вижте Голям плодояден вампир.  
Вампирите (Въпир, Кръвник, Кръволок, Упир), митологически и фантастични персонажи, които пият човешка или животинска кръв, за да поддържат силата и съществуването си. Свързват се с посмъртната съдба на живи, възпрепятствани от нещо или някого да идат отвъд, както и със злонравието, жестокостта и пакостничеството, приписвани на определени древни езически божества. Имат разнообразен облик и способността да се преобразяват и превъплъщават, а в някои случаи - и да се размножават. Обикновено са поне отчасти антропомофни. Смятат се за донякъде смъртни - могат да се омаломощават или дори да се убиват, посредством относително елементарни магически практики, но поначало са безсмъртни. Тези и подобни същества се описват в митовете на много народи, под различни наименования.

## Наименование на вампирите
Етимология: от английски: vampire, от френски: vampire или от немски: Vampire, които са заети от унгарски: vampir, където вероятно идва от старобългарското „ВѪПИРЪ“ [vɔ̃pirə] (и „въпиръ“ [vəpirə]), с предполагаем произход от авестийски, където се среща понятието vyāmbura – враждебна, опасна вода, водоем обитаван от зъл дух, което е най-вероятният и най-древен първоизточник на „вампир“ (Корш, Вайан). (МФ-ЭСРЯ-4, стр.165)< слав. ǫpyrъ, заета с добавяне на носов инфикс от тюрк. opur (чув. вăпăр „вещица, върколак“, тат. убыр „митично същество, което души хората нощем, върколак“, тур. obur „лаком, ненаситен“) от сег. осн. на гл. op- „гълтам“. Франц Миклошич предполага, че упир произлиза от uber, тюркска дума, означаваща „злодей“, докато Андре Вайан предполага точно обратното, че тюркското uber е иранска заемка, от var, avar – разбойник.)
Формата (ǫpyrъ), 'упир' [upir] 'оупиръ' [upirə], която се среща при повечето славянски езици, с изключение на български и беларуски, показва тюркско влияние и е възможно паралелно навлизане от някой тюркски език: кумански, татарски. Старобългарското 'въпиръ' [vəpirə], показва точна аналогия с чувашкото вупар. По-старата старобългарска форма „ВѪПИРЪ“ [vɔ̃pirə], посредством унгарски се разпространява в Западна Европа, затова и там се среща форма с начално „в“, а не с „у“, както е в повечето славянски езици.
Съвременната дума „вампир“ в модерния български език може да произлиза и директно от старославянската форма онпыр, с характерното за старобългарския добавяне на звук „в“ пред голяма носова гласна (он), както свидетелства и традиционната българска форма въпир. (други наименования: онпыр, вопир, въпир, upir, upierz), но е вероятно и да се е появила като заемка от френски, немски или английски, въпреки че преди това в тези западноевропейси езици е възможно да е заета от старобългарски през унгарски.
Славяните традиционно различават вампир и упър (рус., пол. и укр. упырь), но иначе в  в Европа в понятието vampire влиза почти всеки оживяващ мъртвец. 
Упър или Вупир е ливонска дума, разпространена във Великото Литовско Княжество. Първата поява на тази дума се среща през 1047 и се отнася до един руски княз, наречен „Upir Lichy“, или „Зъл упир“. Вероятно тази дума означава фолклорен вариант на чудовище, което е пра-прототип на класическия вампир.
Думата „вампир“ е унгарска, но със западно славянски или цигански произход и се е разпространила в Европа чрез преводите на немските записи за случаите на вампирски истерии. Първото използване на тази дума в английския език се отнася към 1732, когато в статия в едно списание, посветена на финансовите въпроси алчните длъжностни лица били наречени „политически вампири“, стремящи се със своята данъчна политика да пресушат обществените доходи. С две думи – кръвопийци на обществото.
Френското носферату, втори по разпространение термин за обозначаване на вампир, се възприема като „по-висш стил“ и за произлязло от гръцкото nosophoros (носещ чумата). Представата за това, че то е свързано с латинската дума „немъртъв“ е неправилна, латинското фералис означава погребан или погубен и съчетанието на тази дума с отрицателна частица не дава нужния смисъл.

## Вампирите в различните култури

### Вярвания в сходни с вампирите създания
Преданията за мъртъвците, хранещи се редовно с кръв, могат да бъдат намерени в митологията на почти всички народи по света, включително най-древните. Различни легенди описват и много други видове вампирообразни същества, но не всяко същество, пиещо кръв (от типа на ламиите, асуанга или чупакабра), и не всякакви неживи или безтелесни неспокойни духове, като ревенантите, отмъщаващи за своята смърт на конкретен човек, се определят като вампири, в обичайния смисъл на думата.
За повече или по-малко зловредни духове (например Лилу) се споменава в легендите на Ранния Вавилон, а кръвосмучещите Акхару – още в най-ранната митология на шумерите. акхару са женски демони, които скитат с часове в тъмнината, в търсене на поредните си жертви – новородени бебета и бременни жени. Сред тези демони са и лилиту, един от които по-късно е причислен и към юдейската митология под името Лилит (в еврейските легенди понякога явяваща се първата сексуална партньорка на Адам).
В индийската митология вампироподобни същества, наречени ветала, живеят в чужди трупове. Интересна история се разказва за крал Викрамедитай и неговите нощни опити да хване неуловимия Ветала. Историите за Ветала са събрани в книгата „Байтал Пахиси“. Ветала е немъртъв, който като прилепите виси по клоните на дърветата с главата надолу и може да бъде намерен в гробищата. Китайците също имат свой еквивалент на вампирите, изсмукващ жизнената енергия (чи) на своите жертви.
В един мит египетската богиня Секмет се изпълва с кръвожадност. По-късно заради много сторени от нея убийства е засищана с алкохол, оцветен в кърваво червено.
Донякъде подобни същества присъстват и в древногръцката митология. Описани са от древните гърци като „лукавите и кръвожадни“ сподвижници на Хадес и деца на богинята Хеката, наречени емпуса - необичайни и страшни, както по външен вид, така и по агресивно поведение. Описвани са, като кръвопийци и като невъобразимо жестоки демони, които подмамват някои от жертвите си (действайки като сукуби) и след като се насмучат кръв, изяждат и плътта им.
Отделно от това в древногръцката митология душите (окачествявани като техни "сенки") на умрелите , пребиваващи в Аид (Подземното царство на Хадес) жадуват за кръв, защото само тя може да им придаде известна сила и стабилност, каквито са имали като живи хора. Например Омировата „Одисея“, спусналият се там Одисей привлича към себе си тълпа от сенки, като заколва овен. Също така елемент от много от езическите жертвоприношения са ритуали с проливане на кръв (понякога, както при индианците-ацтеки - извънредно обилно).
„Стригите“ – нощни птици, които се хранят с човешка плът и кръв, са споменавани в румънските легенди. Румънската дума за вампир е стригой (вампир, станал такива след смъртта на човека) и произлиза от името на албанския Стригида, но легендите и за двете същества са създадени от славяните.
Като пример за по-късна вяра във вампирите може да се посочи XII век в Англия, когато историците и хронистите Валтер Мап и Уилям Нюбърг записват разказ за човек, върнал се от отвъдното, с някои прилики с добре познатите източноевропейски вампири.

### Вампирът в славянските вярвания
Митовете за вампири са най-силни в Източна Европа и в славянския фолклор, където вампирите са възкръснали мъртъвци,, които причиняват смъртта на хора, често пият кръвта им или ги душат. Тези митове гласятː „Вампирът може да бъде унищожен чрез отрязване на главата, стрела напоена с прясна човешка кръв или чрез изгаряне. Пряката слънчева светлина ги забавя, но не може да ги убие“. Според други разпространени версии вампирите могат да бъдат убити само като бъдат залети със светена вода, набучени със сребърен или дървен кол в сърцето или изгарят от пряка слънчева светлина. Смята се също, че вампирите отбягват или се страхуват от разпятие или от чесън.

#### Упири
Първоначално в славянската митология съществуват само две главни свръхестествени сили, които управляват света – благотворните Берегини и злотворния Упир. Упир е, в тези представи, символ на изначалното зло, по много неща напомнящ християнския Сатаната. Той стои в основата на всяка несполука и всяко нещастие, властва над земята през тъмната част от годината – зимата и постоянно се бори с Берегините за надмощие. На по-късен етап в славянската религия важността на тези божества упада и те напълно се демонизират, изместени от по-новите антропоморфни божества. Специално Упир започва да се възприема, като безсмъртен зъл дух – кръвопиец, наричан и вампир. С времето неговата едноличност и космическа важност отпадат и се установява вярата в много упири, чиито появяване и деятелност имат повече връзка със света на хората, отколкото с този на боговете.
Съгласно славянските вярвания, когато умрелите не бъдат оплакани и погребани според традицията, или са умрели по непристоен, неестествен начин, или приживе са извършили много грехове или са се занимавали с чародейство, боговете не ги допускат в света на мъртвите, където да намерят покой. Душите им остават в света на живите, където блуждаят и страдат, и се превръщат в зли духове, които могат да се връщат обратно в мъртвите си тела, или да се вселяват в чужди трупове и да ги вдигат от гроба, превръщайки се по този начин във вампири. Трупове, с които си служат посиняват и се подуват, но запазват телесната си цялост, без да се разлагат дълго след смъртта. Те излизат нощем да тормозят хората, да заплитат косите им (което у славяните се смята, че обърква мислите и намалява силата на човека), да пият кръвта им, да ги душат насън и да им вредят по всякакъв друг начин.
Друго вярване относно вампирите е, че ако докато стои пред своята къща в ковчега над покойника се подаде нещо или премине някакво животно, най-често котка или сянка мине над мъртвеца това обезпокоява душата на мъртвия и го кара да скита из света на живите докато не намери покой и е възможно това да става под формата на вампир. Душата му може да се успокои само ако се направи молитва, която да му посочи пътя към отвъдното.

#### Суеверия
Първоначално вампирът () е манистичен демон в древнославянската митология, известен и от старобългарски източници – Упир.
В легендите на някои народи присъстват вампири, които не са подобни на човека, а имат животинска форма, като прилепи и паяци, което спомага за лошата слава на тези животни.
Древните славяни изпитват голям страх пред вампирите и това си проличава в жестоките им методи за предпазване от трупове на хора, за които вярват, че духовете им са упири:
- Режат главите им и ги слагали между краката, за да не могат да си ги открият;
- Режат ходилата им, за да не могат да бродят, или ръцете им, за да не могат да пакостят с тях;
- Овързват с въжета цялото тяло или го притискат с огромни воденични камъни;
- Забиват в сърцето дървен кол от трепетлика или дрян, нажежен шиш или гвоздей;
- Слагат гарванов нокът – зад дясното ухо.
- В края на 18-и и началото на 19 век популярни са ползването на среброто, светената вода, кръстовете, тестото от нафора и чесън - да държат настрани опасните същества.
- Билката върбинка е отровна за тях, т.е. отслабва ги, а при допир до кожата вампирът получава изгаряния.

За някои вампири се е смятало, че отклоняват реките и предизвикват суша или разнасят епидемии – техните гробове ги заливат с вода или направо уринират върху тях. Също изравят трупа и го изхвърляли в блато. За предпазване от вампири също произнасят молитва: „Съхрани нам от руки, от мору, и от вещицу и въпиру, и от плеадницу…“ или: „Да заклопит вилам челюст; заклопи и вампирам челюсти, верзи и в море клокотеще и кипеще тамо да пребивают до скончание века“.
Други вампири се превръщат денем в животни – най-често кучета, вълци, котки, кукумявки и черни петли.

#### Отношения с други свръхестествени същества
Ухапване от върколак убива вампир в период от 1 до 3 дена.

#### Семейни вампири
Някои вампири се връщат при семействата си и се опитват да възстановят стария си начин на живот, така сякаш не са умирали. 
Широко е разпространена легендата за вампир, който се върнал от гроба при жена си и дори се сношавал с нея. От такава връзка се ражда дете, което приживе нощем се превръща във вампир и може да вижда, открива и разпознава другите вампири, като ги гони и убива. 
Според друга легенда една жена без да знае се омъжила за вампир, след което черно куче всеки ден я гонело, ръфало и разкъсвало полата ѝ. Когато една вечер тя казала за това на мъжа си, той се ухилил и тя видяла парцалчета между зъбите му. Усъмнила се, намерила сребърна игла, мушнала го в корема и той се пръснал, оплисквайки всичко в кръв. Вярва се още, че ако вампир се ожени за жена и тя го обича три години, той става отново обикновен жив човек.

### В българския фолклор
В българския фолклор вампирът (наричан също вапѐр, лепѝр, тѐнец, дра̀кус) е дух на умрял човек, като в регистрираните разкази почти винаги става дума за конкретен познат. Душата на умрелия се превръща във вампир, когато човекът е починал от определена болест или прекалена старост или трупът му е прескочен от нещо. Няма определен външен вид, обикновено е описван като сянка на човек или дребно домашно животно (куче, котка, кокошка) и като цяло е невидим за повечето хора – малцината, които могат да го виждат, често се занимават и с лов на вампири и са наричани вампирджии или джинджии. Последното наименование вероятно идва от джин - арабската дума за дух, идваща от своя страна от латинската "гений", от която също е възможно да произлиза директно.
В българския фолклор вампирите не се хранят с кръв, а извършват различни битови злодеяния в стария си дом – вдигат шум през нощта, чупят покъщнина, тормозят близките си и добитъка (т.е. повече се доближават до т.нар полтъргайст). Те са глуповати и се страхуват от вода, тръни, светлина и огън, вълци, животински черепи, желязо. Вампирджиите, които ги виждат, могат да ги уловят и убият. Друг начин за унищожаването им е изравяне на погребания труп и пробиване с нагорещен кол на корема или главата му.
Обикновено вампирите изчезват от само себе си 40 дни след смъртта, когато според традиционните вярвания душата напуска земния свят. Понякога вампирът може да остане и след този срок и ако оцелее повече от шест месеца, той може да се материализира в плъ̀теник. Плътениците имат вид на хора, но със слаби кости, понякога без нокти, и могат да се преобразуват в кучета, вълци или други животни и в този вид да измъчват близките си. Придобили телесна форма (която вече много повече прилича на популярния образ на вампира), те често отиват в друго селище, където могат да се оженят и да имат деца, които от своя страна имат дарба на вампирджии.

## Вампирология
Правени са различни опити за изследване на проблематиката, около вампирите.

### Определения, давани на понятието "вампир"
Онлайн-изданието „Митическа енциклопедия“ определя вамприте, като „неживи, които стават от гробовете през нощите, за да пият кръвта на живите“. Съгласно мнението на оксфордския тълковен речник вампирът е „свръхестествено същество със злобна природа, изглеждащи обикновено като трупове и хранещи се с кръвта на спящите“. В друг речник, на Колинс, това е „същество от филмите на ужасите, които съгласно вярванията напускат могилите си и пият кръвта на живите“. При Дал това название се преписва на приказни „същества сменящи формата си, и бидейки мъртви летят като кръвопийци, ядейки хората“ и са разновидност на неспокоен покойник. Други определения го наричат „немъртъв кръвопиец, нападащ живите“ или „мъртво тяло, което продължава да живее в гроба“. През деня те обикалят като духове, а през нощта като вампири търсещи своята мишена за кръв.

### Образ на вампирите
Вампирът представлява човек, който после смъртта или някаква странна трансформация не прекъсва съществуването си, а продължава да „живее“, хранейки се с жизнената енергия на околните, предимно под формата на кръв. Негови особени отлики, в наложилия се в Европа към момента (21. век) образ са бледо лице, изтънчени, но зловещи маниерите и зъби, подходящи за произвеждане на съответните наранявания и за пиене на кръв. Тези представи започват да се оформят през 19.ти век и не в всичко произтичат на старинните.
В последно време образът на вампира донякъде е излязъл от тези рамки – представата за вампирите като друга раса, или вариантът за вампир, който не се храни с кръв. Но тези нововъведения все пак имат за отправна точка вече сформирания образ и затова са не изключения, а допълнения към него.

### Вампирология през Средните векове
Тъй като християнската митология и нейната представа за строежа и съдбата на душата и тялото поначало не оставя място за съществуването на жив мъртвец, систематично изследване на въпроса не се е водело, въпреки че различни хроники периодически включват разкази за вампироподобни същества. Това са работите на Уолтър Меп „De Nagis Curialium“ – 1190, или „Хроники“ (1136 – 1198) на Уилям Нюрбургски. Те включват разкази за няколко същества (включително покварен свещеник) действащи в рамките на поведението на класически упир, включвайки изтеглянето на силите от представители на своето семейство и разпространението на болести, обаче за тяхното обозначаване се използвала думата „revenant“ (дух, "завърнал се" за да мъсти на живите). След това живият мъртвец само рядко се мярка в текстовете от 12-и – 13 век, а след това практически изчезва задълго от писаните художествени произведения.